# Petrochirus
Petrochirus is een geslacht van heremietkreeften uit de familie Diogenidae.

## Soorten
- Petrochirus californiensis Bouvier, 1895
- Petrochirus diogenes (Linnaeus, 1758)
- Petrochirus pustulatus (H. Milne Edwards, 1848)